# Дагандег
Дагандег (перс. دهنده) — село в Ірані, у дегестані Касма, у Центральному бахші, шагрестані Совмее-Сара остану Ґілян. За даними перепису 2006 року, його населення становило 323 особи, що проживали у складі 105 сімей.

## Клімат
Середня річна температура становить 14,01 °C, середня максимальна – 27,94 °C, а середня мінімальна – -1,56 °C. Середня річна кількість опадів – 895 мм.
| Клімат поселення                              | Клімат поселення | Клімат поселення | Клімат поселення | Клімат поселення | Клімат поселення | Клімат поселення | Клімат поселення | Клімат поселення | Клімат поселення | Клімат поселення | Клімат поселення | Клімат поселення | Клімат поселення |
| Показник                                      | Січ.             | Лют.             | Бер.             | Квіт.            | Трав.            | Черв.            | Лип.             | Серп.            | Вер.             | Жовт.            | Лист.            | Груд.            |                  |
| Середній максимум, °C                         | 7,90             | 8,84             | 12,01            | 17,72            | 21,96            | 25,24            | 27,94            | 27,62            | 24,27            | 20,94            | 16,08            | 11,71            |                  |
| Середня температура, °C                       | 3,16             | 4,12             | 7,28             | 12,99            | 17,23            | 20,52            | 23,64            | 23,33            | 19,98            | 16,64            | 11,78            | 7,42             |                  |
| Середній мінімум, °C                          | −1,56            | −0,6             | 2,56             | 8,26             | 12,47            | 15,79            | 19,34            | 19,03            | 15,67            | 12,33            | 7,48             | 3,12             |                  |
| Норма опадів, мм                              | 93               | 73               | 73               | 52               | 40               | 25               | 16               | 42               | 91               | 140              | 120              | 130              |                  |
| Середньомісячна швидкість вітру, м/с          | 2.20             | 2.38             | 2.38             | 2.30             | 2.30             | 2.60             | 2.50             | 2.40             | 2.19             | 2.10             | 2.04             | 2.00             |                  |
| Середньомісячна сонячна радіація, кДж/м²·день | 6802             | 9036             | 11091            | 15835            | 20132            | 22771            | 23575            | 19890            | 16319            | 11022            | 8506             | 6564             |                  |
| --------------------------------------------- | ---------------- | ---------------- | ---------------- | ---------------- | ---------------- | ---------------- | ---------------- | ---------------- | ---------------- | ---------------- | ---------------- | ---------------- | ---------------- |
| Джерело:                                      |                  |                  |                  |                  |                  |                  |                  |                  |                  |                  |                  |                  |                  |